# ایلینیزا سور
ایلینیزا سور (به اسپانیایی: Iliniza Sur) یک کوه در اکوادور است که در اکوادور واقع شده‌است. ایلینیزا سور ۵٬۲۴۵ متر بالاتر از سطح دریا واقع شده‌است.